# Lilia Osterloh
Lilia Osterloh (Columbus, 7 april 1978) is een voormalig professioneel tennisspeelster uit de Verenigde Staten van Amerika. Zij begon met tennis toen zij zes jaar oud was. Haar favoriete ondergrond is hardcourt. Zij speelt rechtshandig en heeft een tweehandige backhand. Zij was actief in het internationale tennis van 1995 tot en met 2011.

## Loopbaan

### Enkelspel
Osterloh startte in 1996 op het ITF-circuit op het toernooi van Midland (Michigan). Al datzelfde jaar stond zij in de finale van het ITF-toernooi van Fayetteville (North Carolina). Het duurde evenwel tot 2005 voor zij haar eerste ITF-titel won, in Pittsburgh (Pennsylvania). In totaal won zij tijdens haar loopbaan drie ITF-toernooien.
In 1996 nam zij voor het eerst deel aan een grandslamtoernooi, het US Open – zij bereikte de tweede ronde. Haar beste resultaat op de grandslamtoernooien was het bereiken van de vierde ronde, eenmaal op Wimbledon in 2000 en eenmaal op het US Open in datzelfde jaar.
In 1997 stond zij voor het eerst in de hoofdtabel van een WTA-toernooi, in Chicago. Op de WTA-tour bereikte zij nooit een finaleplaats. In 1999 kwam zij wel in de halve finale, op het toernooi van Oklahoma, waar zij verloor van de als eerste geplaatste Venus Williams. In 2002 veroverde zij nogmaals een halvefinaleplaats, op het WTA-toernooi van Canberra, en in 2006 een op het toernooi van Québec (daar verloor zij van Marion Bartoli).
Haar hoogste positie op de WTA-ranglijst is de 41e plaats, die zij bereikte in april 2001.

### Dubbelspel
Osterloh bereikte in het dubbelspel meer resultaten dan in het enkelspel. Zij debuteerde in 1995 op het US Open – zij had samen met landgenote Stephanie Halsell een wildcard gekregen.
Naast tien ITF-titels won zij drie titels op de WTA-tour: in 2000 samen met Thaise Tamarine Tanasugarn op het toernooi van Shanghai, in 2008 met Oekraïense Marija Koryttseva op het toernooi van Auckland en in 2010 met Chang Kai-chen (Taiwan) in Osaka.
Haar beste resultaat op de grandslamtoernooien was het bereiken van de derde ronde op het US Open 1998, samen met landgenote Mashona Washington.
Haar hoogste positie op de WTA-ranglijst is de 77e plaats, die zij bereikte in augustus 1999.

#### Gemengd dubbelspel
In deze discipline bereikte Osterloh de kwartfinale op het US Open 1999, met landgenoot Scott Humphries aan haar zijde.

## Posities op deWTA-ranglijst
Positie per einde seizoen:
| jaar | rang enkelspel | rang dubbelspel |
| ---- | -------------- | --------------- |
| 1996 | 195            | 814             |
| 1997 | 194            | 404             |
| 1998 | 111            | 121             |
| 1999 | 80             | 84              |
| 2000 | 44             | 108             |
| 2001 | 55             | 118             |
| 2002 | 156            | 149             |
| 2003 | 180            | 175             |
| 2004 | 120            | 154             |
| 2005 | 143            | 153             |
| 2006 | 114            | 223             |
| 2007 | 94             | 161             |
| 2008 | 205            | 121             |
| 2009 | 139            | 163             |
| 2010 | 239            | 88              |

## Palmares

### WTA-finaleplaatsen enkelspel
geen

### WTA-finaleplaatsen vrouwendubbelspel
| nr.              | finale     | toernooi          | ondergrond    | partner                 | tegenstandsters                           | score         |         |
| ---------------- | ---------- | ----------------- | ------------- | ----------------------- | ----------------------------------------- | ------------- | ------- |
| gewonnen finales |            |                   |               |                         |                                           |               |         |
| 1.               | 2000-10-22 | WTA Shanghai      | hardcourt     | Tamarine Tanasugarn     | Rita Grande Meghann Shaughnessy           | 7-5, 6-1      | details |
| 2.               | 2008-01-05 | WTA Auckland      | hardcourt     | Marija Koryttseva       | Martina Müller Barbora Záhlavová-Strýcová | 6-3, 6-4      | details |
| 3.               | 2010-10-17 | WTA Japan (Osaka) | hardcourt     | Chang Kai-chen          | Shuko Aoyama Rika Fujiwara                | 6-0, 6-3      | details |
| verloren finales |            |                   |               |                         |                                           |               |         |
| 1.               | 1999-10-24 | WTA Bratislava    | hardcourt (i) | Volha Barabansjtsjikava | Kim Clijsters Laurence Courtois           | 2-6, 6-3, 5-7 | details |

## Resultaten grandslamtoernooien
| Legenda | Legenda                          |
| ------- | -------------------------------- |
| g.t.    | geen toernooi gehouden           |
| l.c.    | lagere categorie                 |
| –       | niet deelgenomen                 |
| G       | uitgeschakeld in de groepsfase   |
| 1R      | uitgeschakeld in de eerste ronde |
| 2R      | uitgeschakeld in de tweede ronde |
| 3R      | uitgeschakeld in de derde ronde  |
| 4R      | uitgeschakeld in de vierde ronde |
| KF      | uitgeschakeld in de kwartfinale  |
| HF      | uitgeschakeld in de halve finale |
| F       | de finale verloren               |
| W       | het toernooi gewonnen            |
| w-v     | winst/verlies-balans             |

### Enkelspel
| Australian Open | –  | –  | –  | 1R | 1R | 1R | 1R | –  | –  | –  | 1R |
| Roland Garros   | –  | –  | –  | 2R | 1R | 1R | 1R | –  | 1R | –  | 1R |
| Wimbledon       | –  | –  | 1R | 1R | 4R | 3R | 1R | 1R | 1R | 1R | –  |
| US Open         | 2R | 3R | –  | 1R | 4R | 2R | 1R | –  | –  | –  | –  |

### Vrouwendubbelspel
| Australian Open | –  | –  | –  | 1R | 1R | 2R | 1R | –  | –  | –  | –  | 1R |
| Roland Garros   | –  | –  | –  | 2R | 1R | 1R | 1R | –  | –  | –  | –  | –  |
| Wimbledon       | –  | –  | 2R | 2R | 1R | 1R | 1R | –  | 1R | 1R | 1R | –  |
| US Open         | 1R | 1R | 3R | 2R | 2R | 1R | –  | 1R | –  | 1R | 1R | –  |

### Gemengd dubbelspel
| Australian Open | –  | –  | –  | –  | –  |
| Roland Garros   | –  | 2R | –  | –  | –  |
| Wimbledon       | –  | 1R | –  | 1R | –  |
| US Open         | 1R | KF | 2R | –  | 1R |